# 東海林克江
東海林 克江（しょうじ かつえ、1964年1月19日 - ）は、気象予報士、フリーアナウンサー。身長158cm。

## 略歴
東京都出身。武蔵大学人文学部欧米文化学科卒業後、1986年岩手放送（現IBC岩手放送）にアナウンサーとして入社。1988年12月に退社後帰京し、翌年テレビ東京に移籍、パーソナリティ室所属となった。当時のテレビ東京のアナウンス制度については同社の記事を参照。
テレビ東京を退社後は特定の事務所には属さず、フリーランスで活動している。2006年気象予報士試験に合格、のち気象キャスターネットワークに加入。2008年5月、44歳で結婚した。
趣味は写真、ガーデニング。チョコレートと苺、紅茶が好物。アルコールは苦手である。

## 仕事

### 現在
- J-WAVE LIFE INFORMATION ヘッドラインニュース

### 過去
IBC岩手放送在籍時代
| 期間       | 期間       | 番組名                       | 役職                     |
| ---------- | ---------- | ---------------------------- | ------------------------ |
| 1986年     | 1987年     | 音楽のたのしみ（ラジオ）     | パーソナリティー         |
| 1986年     | 1987年     | トゥモロウ（ラジオ）         | パーソナリティー         |
| 1987年4月  | 1988年3月  | IBCニュースエコー（テレビ）  | 金曜日サブ担当キャスター |
| 1987年10月 | 1988年12月 | ワイドステーション（ラジオ） | パーソナリティー         |

テレビ東京在籍時代
| 期間      | 期間      | 番組名                   | 役職                       |
| --------- | --------- | ------------------------ | -------------------------- |
| 1989年1月 | 1989年3月 | メガTONニュースTODAY     | メインキャスター           |
| 1989年4月 | 1991年3月 | TXNニュース THIS EVENING | 月～金曜日メインキャスター |

フリー転向後
| 期間               | 期間               | 番組名                                | 役職           |
| ------------------ | ------------------ | ------------------------------------- | -------------- |
| 1991年4月1日       | 1997年3月28日      | FNNスーパータイム（フジテレビ）       | 平日リポーター |
| 1993年4月1日       | 1994年3月31日      | FNN おはよう!サンライズ（同上）       | リポーター     |
| 2006年発売日時不明 | 2006年発売日時不明 | 上川隆也主演DVD『黄金の都バーミヤン』 | ナレーション   |